# 学校法人佛教教育学園
学校法人佛教教育学園（がっこうほうじんぶっきょうきょういくがくえん、英語: Bukkyo Educational Institution）は、浄土宗系の日本の学校法人。佛教大学、京都華頂大学などを運営する。浄土宗宗務総長及び知恩院執事長を理事に置き、浄土宗総本山知恩院と密接な関係にある。旧名称は「浄土宗教育資団」現在の理事長は豊岡鐐尓。

## 年表
- 1868年 - 知恩院山内に仏教講究の機関を設置。
- 1870年 - 知恩院山内に「仮勧学場」を設置。
- 1898年 - 佛教専門学校の前身、浄土宗学本校を二分し、高等専門科を浄土宗専門学院と称する。
- 1901年 - 洛東如意ヶ嶽の山麓、鹿ヶ谷に校舎を新築・移転。
- 1904年 - 浄土宗教大学院と改称。
- 1905年 - 浄土宗教大学院を浄土宗大学と改称。
- 1907年 - 浄土宗学制の改革により宗教大学分校と改称。
- 1912年 - 財団法人浄土宗教育資団認可。
- 1912年 - 宗教大学と分離して、専門学校令による「高等学院」を設置　＜開学＞。
- 1913年 - 高等学院を「佛教専門学校」と改称。
- 1934年 - 佛教専門学校を市内北区紫野北花ノ坊町（現在、佛教大学紫野校地）に移転、増築。
- 1949年 - 学制改革に伴い、新制「佛教大学」を設立し、仏教学部仏教学科設置。学校法人浄土宗教育資団設置認可。
- 1951年 - 佛教専門学校廃止。
- 1959年 - 吉水学園高等学校設置。
- 1976年 - 佛教大学付属幼稚園設置。
- 1991年 - 学校法人の所在地を東京都から京都府（現所在地）に変更。
- 1995年 - 吉水学園高等学校廃止。
- 2002年 - 学校法人華頂学園と法人合併。華頂女子中学校、華頂女子高等学校、華頂幼稚園の設置者変更。
- 2003年 - 華頂幼稚園を華頂短期大学附属幼稚園に名称変更。
- 2009年 - 学校法人東山学園と法人合併。法人名を浄土宗教育資団から佛教教育学園へ変更。
- 2011年 - 京都華頂大学（京都市東山区）を設置。
- 2017年 - 華頂女子中学校、高校音楽科募集停止。

## 設置している大学・学校等

### 大学
- 佛教大学（京都市）
- 京都華頂大学（京都市）

### 短期大学
- 華頂短期大学（京都市）

### 高等学校
- 華頂女子高等学校（京都市）

### 中学校・高等学校
- 東山中学校・高等学校（京都市）

### 幼稚園
- 佛教大学附属幼稚園（京都市）
- 華頂短期大学附属幼稚園（京都市）
- 東山幼稚園（京都市）

## 過去に設置していた学校
- 吉水学園高等学校（京都市）
- 華頂女子中学校（京都市）